# Aquelois
Aquelois o Aqueloide (en griego antiguo Ἀχελωΐς, ‘la que quita lavando el dolor’) es un nombre atribuido a varios personajes de la mitología griega:
- Una diosa menor lunar a la que se dirigían con frecuencia sacrificios ordenados por el oráculo de Dódona, para que los sujetos pudieran aliviar sus dolencias.[1]
- Un epíteto de las Sirenas, las hijas de Aqueloo y una musa.[2]
- Un nombre general para las ninfas acuáticas, como en Columela,[3] donde las acompañantes de las Pegásidas son así llamadas.